# Saraiella austriana
Saraiella austriana är en tvåvingeart som först beskrevs av Vaillant 1963.  Saraiella austriana ingår i släktet Saraiella och familjen fjärilsmyggor. Inga underarter finns listade i Catalogue of Life.